# Герб Волновахского района
Герб Волновахского района — официальный символ Волновахского района Донецкой области, утверждённый решением №III/17-393 сессии районного совета от 20 ноября 2001 года.

## Описание
На лазурном щите черное зубчатое колесо, поверх которого золотой колос. В повышенной золотой базе два лазурных волнообразных пояса, нижний из которых уже. Щит обрамлен зелёными дубовыми листьями, перевитыми серебряной лентой с надписью "Волновахский район".
Компьютерная графика — В.М.Напиткин, К.М.Богатов.